# Stella di classe S
Una stella di tipo S (classe spettrale S) è una stella gigante affine alle stelle di classe K5-M ma che si differenzia da esse per la presenza, oltre che delle linee del biossido di titanio comuni anche alle giganti rosse, delle bande dell'ossido di zirconio. Il nome deriva dal fatto che nell'atmosfera stellare risultano rintracciabili gli elementi prodotti tramite il processo S (cattura neutronica lenta), come l'ittrio e il tecnezio; sono presenti, seppure più raramente, anche tracce di cianogeno e litio. La gran parte di queste stelle è variabile a lungo periodo.
È stato proposto che le stelle di classe S costituiscano uno stadio intermedio in cui le stelle giganti del ramo asintotico (stelle AGB) si trasformino da normali stelle di classe M a stelle al carbonio di classe C-N. Le stelle AGB normalmente si trovano in una fase in cui fondono l'idrogeno in un guscio sovrastante il nucleo, ma a causa di fenomeni noti come dredge-up possono temporaneamente fondere una parte dell'elio prodotto nel guscio.
Le stelle di tipo S sono in genere "più rosse" delle loro controparti di classe K o M con la stessa temperatura fotosferica. La variabile mireide χ Cygni è la stella di tipo S più brillante del cielo, e varia di spettro dalla sottoclasse S7 alla S10, talvolta alla classe intermedia MS; presenta linee degli ossidi di zirconio, vanadio e titanio. Un altro esempio di questo tipo di stelle è S Ursae Majoris.